# Twiceland – The Opening
Twiceland – The Opening là chuyến lưu diễn solo đầu tiên của nhóm nhạc nữ Hàn Quốc Twice. Tour diễn đã chính thức được công bố vào ngày 10 tháng 1 năm 2017. Twice 1st Tour: Twiceland The Opening sẽ bắt đầu tại Sân vận động Bóng chày SK Olympic ở Seoul vào ngày 17 tháng 2 năm 2017.

## Bối cảnh
Ngày 10 tháng 1 năm 2017, JYP Entertainment thông báo rằng TWICE sẽ tổ chức solo concert đầu tiên của họ tại Sân vận động Bóng chày SK Olympic ở Seoul từ ngày 17 đến ngày 19 tháng 2 năm 2017. Bắt đầu bán vé khai mạc vào ngày 20 tháng 1 năm 2017 lúc 8 giờ theo giờ địa phương thông qua Interpark.
Ngày 25 tháng 1 năm 2017, JYP Entertainment thông báo rằng TWICE sẽ tổ chức concert ở Bangkok, Thái Lan vào ngày 8 tháng 4 năm 2017.
Ngày 26 tháng 1 năm 2017, JYP Entertainment thông báo sẽ tăng số lượng chỗ ngồi cho concert tại Seoul và TWICE sẽ tiếp tục concert của nhóm tại Singapore vào ngày 29 tháng 4 năm 2017.

## Danh sách ca khúc biểu diễn
Opening VCR
- Intro + Touchdown
- I'm gonna be a star
- CHEER UP

Ment 1
- 미쳤나봐 (I think I'm Crazy)
- Truth
- OOH-AHH하게 (Like Ooh-Ahh)

Ment 2
- 1 to 10
- 툭하면 톡 (Tuk Tok)
- Headphone 써 (My Headphones On)

VCR #2
- 4 Minutes (Madonna) (Jeong-yeon, Ji-hyo, Mina)
- Yoncé (Beyoncé) (Na-yeon, Momo, Sana, Chae-young)
- 검은 고양이네로 (Black Cat) (Turbo) (Da-hyun, Tzuyu)
- 카드 캡터 체리 (Cardcaptor Sakura)
- 세일러문 (Thủy thủ Mặt Trăng)
- Ponytail

Ment 3
- Candy Boy
- Pit-a-Pat

VCR #3
- Next Page
- Woohoo
- 다시 해줘 (Do it again)

Ment 4
- 중독 (Overdose) (EXO)
- 예쁘다 (Pretty U) (Seventeen)

Ment 5
- 소중한 사랑 (Precious Love)
- Jelly Jelly
- TT

Encore VCR
- Once in a Million
- Like a Fool

Ment 6
- OOH-AHH하게 (Like Ooh-Ahh)
- CHEER UP
- TT
- Knock Knock (ngày 19 tháng 2)

Opening VCR
- Intro + Touch Down
- I'm Gonna Be A Star
- Cheer Up

Ment 1
- 미쳤나봐 (Going Crazy)
- OOH-AHH하게 (Like Ooh-Ahh)

Ment 2
- Like A Fool
- 1 To 10
- Headphone 써 (My Headphones On)

VCR #2
- 4 Minutes (Madonna)
- Yoncé (by Beyoncé)
- 검은 고양이네로 (Black Cat Nero - Turbo)
- 카드 캡터 체리 (Cardcaptor Sakura OST)
- 세일러문 (Sailor Moon OST)
- Ponytail

Ment 3
- Cha La La (Chibi Maruko-chan Thai Ver.)
- Pit-a-Pat
- TT

VCR #3
- Next Page
- Woo Hoo
- 다시 해줘 (Do It Again)

Ment 4
- 중독 (Overdose - EXO)
- 예쁘다 (Pretty U - Seventeen)

Ment 5
- 소중한 사랑 (Precious Love)
- Jelly Jelly
- Knock Knock

Encore VCR
- One in a Million

Ment 6
- OOH-AHH하게 (Like Ooh-Ahh)
- Cheer Up
- TT

Opening VCR
- Intro + Touch Down
- I'm Gonna Be A Star
- Cheer Up

Ment 1
- 미쳤나봐 (Going Crazy)
- OOH-AHH하게 (Like Ooh-Ahh)
- Like A Fool

Ment 2
- 1 To 10
- Headphone 써 (My Headphones On)

VCR #2
- 4 Minutes (Madonna)
- Yoncé (Beyoncé)
- 검은 고양이네로 (Black Cat Nero - Turbo)
- 카드 캡터 체리 (Cardcaptor Sakura OST)
- 세일러문 (Sailor Moon OST)
- Ponytail

Ment 3
- Pit-a-Pat
- TT

VCR #3
- Next Page
- 다시 해줘 (Do It Again)

Ment 4
- 중독 (Overdose - EXO)
- 예쁘다 (Pretty U - Seventeen)

Ment 5
- 소중한 사랑 (Precious Love)
- Jelly Jelly
- Knock Knock

Encore VCR
- One in a Million

Ment 6
- OOH-AHH하게 (Like Ooh-Ahh)
- Cheer Up
- TT

Opening VCR
- Intro + Touch Down
- I'm Gonna Be A Star
- Cheer Up

Ment 1
- 미쳤나봐 (Going Crazy)
- Only 너 (Only You)
- OOH-AHH하게 (Like Ooh-Ahh)

Ment 2
- 1 To 10
- 툭하면 톡 (Ready to Talk)
- Headphone 써 (My Headphones On)

VCR #2
- Greedy (Ariana Grande)
- The Four Seasons - Summer - PrestoDance Song (Vivaldi)
- Round and Round (Nami)
- 카드 캡터 체리 (Cardcaptor Sakura OST)
- 세일러문 (Sailor Moon OST)
- Ponytail

Ment 3
- Jelly Jelly
- Knock Knock

VCR #3
- Next Page
- Eye Eye Eyes
- 다시 해줘 (Do It Again)

Ment 4
- Someone Like Me
- 녹아요 (Melting)

Ment 5
- 소중한 사랑 (Precious Love)
- TT
- Signal

Encore VCR
- One in a Million
- Like A Fool

Ment 6
- OOH-AHH하게 (Like OOH-AHH)
- Cheer Up
- TT

## Lịch trình tour diễn
| Ngày                | Thành phố | Quốc gia  | Địa điểm                                          | Số lượng người tham dự |
| ------------------- | --------- | --------- | ------------------------------------------------- | ---------------------- |
| 17 tháng 2 năm 2017 | Seoul     | Hàn Quốc  | SK Olympic Handball Gymnasium                     | 15 000                 |
| 18 tháng 2 năm 2017 | Seoul     | Hàn Quốc  | SK Olympic Handball Gymnasium                     | 15 000                 |
| 19 tháng 2 năm 2017 | Seoul     | Hàn Quốc  | SK Olympic Handball Gymnasium                     | 15 000                 |
| 8 tháng 4 năm 2017  | Bangkok   | Thái Lan  | Thunder Dome, Muang Thong Thani                   | 4 000                  |
| 29 tháng 4 năm 2017 | Singapore | Singapore | The Star Theatre, The Star Performing Arts Centre | 5 000                  |
| 17 tháng 6 năm 2017 | Seoul     | Hàn Quốc  | Jamsil Indoor Stadium                             | 12 000                 |
| 18 tháng 6 năm 2017 | Seoul     | Hàn Quốc  | Jamsil Indoor Stadium                             | 12 000                 |
| Tổng cộng           | Tổng cộng | Tổng cộng | Tổng cộng                                         | 36 000                 |

## Nhân sự
Nghệ sĩ:
- Twice (Nayeon, Jeongyeon, Momo, Sana, Jihyo, Mina, Dahyun, Chaeyoung, Tzuyu)

Nhà điều hành tour diễn:
- JYP Entertainment

Nhà quảng bá tour diễn:
- Seoul – Interpark, Genie Music
- Singapore – One Production, APACTix